# Жива система
Жива́ систе́ма — відкрита система, здатна зменшити свою внутрішню ентропію за рахунок живлення високоорганізованими речовинами або вільною енергією з довкілля і звільнення від них, перероблених в менш організовану форму.
Деякі вчені припустили в останніх десятиліттях що загальна теорія живих систем може пояснити природу життя. Така загальна теорія, виникаючи з екологічних і біологічних наук, намагається пояснити загальні принципи роботи всіх живих систем. Замість вивчення явищ, намагаючись розібрати їх на складові частини, теорія живих систем досліджує явища в термінах динамічних моделей, відносини організмів із довкіллям.

## Теорія
Теорія живих систем — це загальна теорія про існування всіх живих систем, їх структуру, взаємодію, поведінку і біологічний розвиток. Один з основоположників теорії Джеймс Грір Міллер, який був покликаний формалізувати поняття про життя. Згідно з первинною концепцією Міллера, кожна жива система повинна містити близько двадцяти «критичних підсистем», які визначені їхніми функціями і видимі в численних систем, починаючи з простих клітин до організмів, країни, і товариств. Міллер вважав що живі системи є підмножина усіх систем. Рівні живих систем він визначає як простір і час, форма і енергія, інформація і ентропія, рівні організації, фізичні та концептуальні фактори.
Жива система відповідно за визначенням є відкритою самоорганізованою системою, яка має особливі характеристики життя і взаємодіє з довкіллям. Це відбувається за допомогою інформації та матеріально-енергетичного обміну. Живі системи можуть бути прості, як клітина або ж складні, як національна організація, така як Європейський Союз. Незалежно від їх складності, кожна з них залежить від основних двадцяти підсистем (або процесів), щоб жити і продовжувати поширення їх видів або типів.
Міллер вважав, що системи існують у восьми ієрархічних рівнях: клітина, орган, організм, група, організація, громада, суспільство, і наднаціональна система. На кожному рівні системи незмінно існує двадцять критичних підсистем, які обробляють матерію-енергії або інформації.
Процесори матерії-енергії є:
- Дистриб'ютор, конвертер, продюсер, зберігання, екструдер, мотор, прихильник.

Процесори інформації є:
- Вхідний датчик, внутрішній перетворювач, канали та мережі, таймера (додані пізніше), декодер, ассоціатор, пам'ять, кодувальник, вихід перетворювача.

## Моделювання живих систем
Суперобчислювальні методи для застосування теоретичної фізики в галузі біомедицини та біоінженерії та динамічного моделювання живих систем використовував німецько-американський біофізик Клаус Шультен.

## Виноски
1. ↑  Patterns, Flows, and Interrelationship. 2002. Архів оригіналу за 13 липня 2013. Процитовано 27 червня 2009. {{cite web}}: |first= з пропущеним |last= (довідка)
2. ↑  Elaine Parent, The Living Systems Theory of James Grier Miller [Архівовано 22 травня 2011 у Wayback Machine.], Primer project ISSS, 1996.